# Cerceis biforamina
Cerceis biforamina är en kräftdjursart som beskrevs av Javed och Yousuf 1996. Cerceis biforamina ingår i släktet Cerceis och familjen klotkräftor. Inga underarter finns listade i Catalogue of Life.